# Ron Flockhart (ishockeyspelare)
Ronald Everett "Ron" Flockhart, född 10 oktober 1960, är en kanadensisk före detta professionell ishockeyforward och ishockeytränare. Han tillbringade nio säsonger i den nordamerikanska ishockeyligan National Hockey League (NHL), där han spelade för Philadelphia Flyers, Pittsburgh Penguins, Montréal Canadiens, St. Louis Blues och Boston Bruins. Han producerade 328 poäng (145 mål och 183 assists) samt drog på sig 208 utvisningsminuter på 453 grundspelsmatcher.
Han spelade också för SG Cortina och HC Bolzano i Serie A; HC Bolzano i Alpenliga; Maine Mariners i American Hockey League (AHL); Peoria Rivermen i International Hockey League (IHL) samt Medicine Hat Tigers och Regina Pats i Western Canada Hockey League (WCHL)/Western Hockey League (WHL).
Flockhart blev aldrig NHL-draftad.
Efter den aktiva spelarkarriären har han varit tränare för bland annat Dallas Freeze i Central Hockey League (CHL).
Flockhart var yngre bror till Rob Flockhart, som spelade själv i NHL mellan 1976 och 1981.

## Statistik
| 1977–1978       | Merritt Centennials | BCJHL           | 23  | 21  | 18  | 39  | —   | —  | —  | —  | —  | —  |
|                 | Revelstoke Bruins   | BCJHL           | 43  | 21  | 19  | 40  | 37  | —  | —  | —  | —  | —  |
|                 | Medicine Hat Tigers | WCHL            | 5   | 1   | 0   | 1   | 2   | —  | —  | —  | —  | —  |
| 1978–1979       | Revelstoke Bruins   | BCJHL           | 61  | 47  | 41  | 88  | 54  | —  | —  | —  | —  | —  |
| 1979–1980       | Regina Pats         | WHL             | 65  | 54  | 76  | 130 | 63  | 17 | 11 | 23 | 34 | 18 |
| 1980–1981       | Philadelphia Flyers | NHL             | 14  | 3   | 7   | 10  | 11  | 3  | 1  | 0  | 1  | 2  |
|                 | Maine Mariners      | AHL             | 59  | 33  | 33  | 66  | 26  | —  | —  | —  | —  | —  |
| 1981–1982       | Philadelphia Flyers | NHL             | 72  | 33  | 39  | 72  | 44  | 4  | 0  | 1  | 1  | 2  |
| 1982–1983       | Philadelphia Flyers | NHL             | 73  | 29  | 31  | 60  | 49  | 2  | 1  | 1  | 2  | 2  |
| 1983–1984       | Philadelphia Flyers | NHL             | 8   | 0   | 3   | 3   | 4   | —  | —  | —  | —  | —  |
|                 | Pittsburgh Penguins | NHL             | 68  | 27  | 18  | 45  | 40  | —  | —  | —  | —  | —  |
| 1984–1985       | Pittsburgh Penguins | NHL             | 12  | 0   | 5   | 5   | 4   | —  | —  | —  | —  | —  |
|                 | Montreal Canadiens  | NHL             | 42  | 10  | 12  | 22  | 14  | 2  | 1  | 1  | 2  | 2  |
| 1985–1986       | St. Louis Blues     | NHL             | 79  | 22  | 45  | 67  | 26  | 8  | 1  | 3  | 4  | 6  |
| 1986–1987       | St. Louis Blues     | NHL             | 60  | 16  | 19  | 35  | 12  | —  | —  | —  | —  | —  |
| 1987–1988       | St. Louis Blues     | NHL             | 21  | 5   | 4   | 9   | 4   | —  | —  | —  | —  | —  |
| 1988–1989       | Boston Bruins       | NHL             | 4   | 0   | 0   | 0   | 0   | —  | —  | —  | —  | —  |
|                 | Peoria Rivermen     | IHL             | 2   | 0   | 2   | 2   | 0   | —  | —  | —  | —  | —  |
|                 | Maine Mariners      | AHL             | 9   | 5   | 6   | 11  | 0   | —  | —  | —  | —  | —  |
|                 | SG Cortina          | Serie A         | 31  | 31  | 34  | 65  | 25  | —  | —  | —  | —  | —  |
| 1989–1990       | HC Bolzano          | Serie A         | 36  | 48  | 85  | 133 | 15  | 9  | 5  | 9  | 14 | 0  |
| 1990–1991       | HC Bolzano          | Serie A         | 33  | 35  | 44  | 79  | 32  | 10 | 7  | 12 | 19 | 2  |
| 1991–1992       | HC Bolzano          | Alpenliga       | 12  | 6   | 7   | 13  | 2   | —  | —  | —  | —  | —  |
| NHL totalt      | NHL totalt          | NHL totalt      | 453 | 145 | 183 | 328 | 208 | 19 | 4  | 6  | 10 | 14 |
| Serie A totalt  | Serie A totalt      | Serie A totalt  | 100 | 114 | 163 | 277 | 72  | 19 | 12 | 21 | 33 | 2  |
| AHL totalt      | AHL totalt          | AHL totalt      | 68  | 38  | 39  | 77  | 26  | —  | —  | —  | —  | —  |
| WCHL/WHL totalt | WCHL/WHL totalt     | WCHL/WHL totalt | 70  | 55  | 76  | 131 | 65  | 17 | 11 | 23 | 34 | 18 |